# 泰努维尔
泰努维尔（法語：Thénouville，法語發音：[tenuvil]）是法国厄尔省的一个市镇，位于该省北部偏西，属于贝尔奈区。

## 历史
泰努维尔成立于2017年1月1日，由鲁穆瓦地区博勒努和泰耶芒两个市镇合并而成，其中前者为政府驻地。2018年，市镇图维尔并入泰努维尔。

## 地理
泰努维尔（49°17'43"N, 0°46'37"E）面积13.19 平方千米，位于法国诺曼底大区厄尔省，该省份为法国北部内陆省份，北起滨海塞纳省，西接奧恩省和卡爾瓦多斯省，南至厄尔-卢瓦省，东临瓦兹省、瓦兹河谷省和伊夫林省。
与泰努维尔接壤的市镇（或旧市镇、城区）包括：鲁穆瓦地区弗朗库尔克雷西、莱蒙迪鲁穆瓦、圣但尼德蒙、圣菲尔贝叙布瓦塞、布瓦塞勒沙泰勒、瓦斯克勒维尔、圣莱热迪热讷泰、埃卡克隆、伊勒维尔叙蒙福尔。
泰努维尔的时区为UTC+01:00、UTC+02:00（夏令时）。

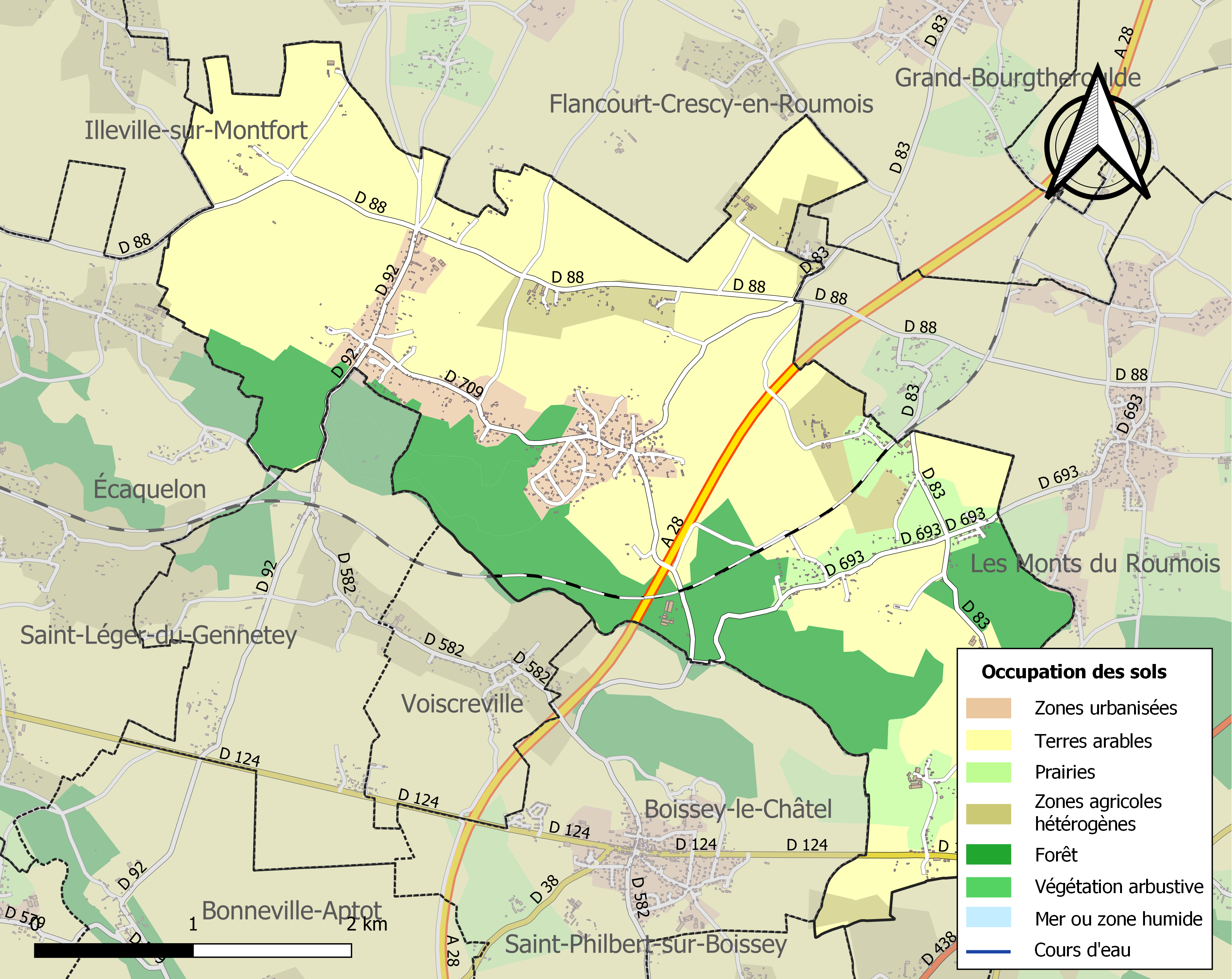
泰努维尔的OSM定位图

## 行政
泰努维尔的邮政编码为27520，INSEE市镇编码为27089。

## 政治
泰努维尔所属的省级选区为大布特鲁尔德县。

## 人口
泰努维尔于2022年1月1日时的人口数量为1016人。